# Calesidesma
Calesidesma là một chi bướm đêm thuộc họ Erebidae.